# Rachael Taylor
Rachael May Taylor (Launceston, 11 de juliol de 1984) és una actriu i model australiana. El seu primer paper principal va ser a la sèrie de televisió australiana HeadLand (2005-2006). Després va fer la transició a Hollywood, apareixent a pel·lícules com Man-Thing (2005), See No Evil (2006), Transformers (2007), Bottle Shock (2008), Cedar Boys (2009), Splinterheads (2009), Shutter ( 2008), Red Dog (2011), The Darkest Hour (2011) i Any Questions for Ben? (2012).
També ha fet un paper protagonista com la Dra. Lucy Fields a Grey's Anatomy, com un dels àngels del reinici de curta durada Els Àngels de Charlie (tots dos papers de 2011), com a personatge principal del programa d'ABC 666 Park Avenue (2012-2013) i a la sèrie d'acció/thriller de la NBC Crisis (2014).
Va tenir papers importants a les sèries de televisió de superherois en streaming de Netflix del Marvel Cinematic Universe Jessica Jones (2015–2019), Luke Cage (2016) i The Defenders (2017) com a Trish Walker.

## Carrera
Taylor va modelar per a Skye-Jilly International i va competir amb èxit a les finals estatals de Miss Teen Tasmania 1998. Ha aparegut en diverses produccions americanes, com ara pel·lícules de televisió sobre Natalie Wood i la realització de Dynasty (on va interpretar a Catherine Oxenberg), i les pel·lícules de terror Man-Thing i See No Evil.
Taylor va interpretar Sasha Forbes a la sèrie dramàtica australiana headLand de curta durada. El 3 d'abril de 2006, va ser nominada al premi Logie al nou talent femení més popular pel seu paper a HeadLand.

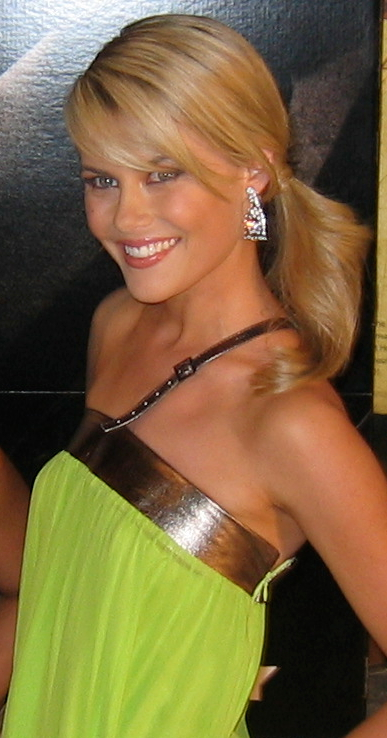
Taylor a l'estrena de Transformers a Sydney (2007)

El seu paper més destacat en aquella època va ser com Maggie Madsen, analista de senyals, a Transformers del 2007, on va aparèixer al costat de Megan Fox i Shia LaBeouf. Taylor va confirmar que no tornaria per a la seqüela de Transformers. El 2008, Taylor va aconseguir un paper protagonista al thriller de terror estatnidenc Shutter, un remake de la pel·lícula tailandesa del mateix nom de 2004 al costat de Joshua Jackson. Malgrat les crítiques diverses, la pel·lícula va ser un èxit de taquilla.
El 2009, va completar el llargmetratge australià Cedar Boys i va protagonitzar la comèdia Splinterheads. El 2010, va protagonitzar al costat d'Alex Dimitriades el drama romàntic australià Summer Coda. També va signar per a la sèrie de comèdia d'HBO Washingtonienne i Melt, una producció australiana. Taylor va començar un paper recurrent a Grey's Anatomy com la Dra. Lucy Fields, una becària obstetra i maternofetal.
El 2011, Taylor es va unir al repartiment del remake de curta durada de la sèrie de televisió Els Àngels de Charlie. També el 2011, va tenir un paper important a la pel·lícula Red Dog i va protagonitzar el thriller russoestatunidenc de ciència-ficció The Darkest Hour, dirigit pel cineasta Chris Gorak.
Taylor va tenir un paper secundari clau a la comèdia australiana del 2012 Any Questions for Ben?, creat per Working Dog Productions. Tot i que la pel·lícula va tenir un rendiment decebedor a la taquilla i va rebre crítiques tèbies, Taylor va ser elogiada pel seu paper. Leigh Paatsch a The Herald-Sun va escriure: "Taylor desprèn calidesa i seguretat (en la seva actuació). És una llàstima que es trobi a faltar en acció durant llargs períodes a la pel·lícula".
Del 2012 al 2013, Taylor va protagonitzar el nou drama 666 Park Avenue. Va ser a continuació escollida per a la sèrie Crisis de l'NBC de 2014, que va durar una temporada. El 2015, Taylor va protagonitzar Jessica Jones com la millor amiga del personatge principal, Trish Walker. Va repetir el paper en un cameo de veu en off a Luke Cage el 2016, a The Defenders el 2017, i les dues temporades següents de Jessica Jones el 2018 i el 2019.
El 2014, Taylor va fer un paper secundari al thriller The Loft, un remake de l'original del 2008, al costat de la seva companya australiana Isabel Lucas. El 2016, Taylor va retratar el personatge Rachel Hill a Gold. El 2018, Taylor va aparèixer a Ladies in Black, una comèdia-drama australiana.
El 2019, Taylor va aparèixer a Finding Steve McQueen com Molly Murphy, al costat de Travis Fimmel, Forest Whitaker i William Fichtner.
El març de 2023, es rumorejava que Taylor s'uniria a la següent pel·lícula de Paul Thomas Anderson, actualment sense títol. Aquest és el seu primer paper d'actriu en 4 anys. També va tornar al seu Instagram on no havia actualitzat en 4 anys.

## Filmografia

### Cinema
| Any  | Títol                  | Paper                   | Notes        |
| ---- | ---------------------- | ----------------------- | ------------ |
| 2005 | Man-Thing              | Teri Elizabeth Richards |              |
| 2006 | See No Evil            | Zoe Warner              |              |
| 2007 | Transformers           | Maggie Madsen           |              |
| 2008 | Shutter                | Jane                    |              |
| 2008 | Bottle Shock           | Sam Fulton              |              |
| 2008 | Deception              | Woman in Hallway        |              |
| 2009 | Cedar Boys             | Amie                    |              |
| 2009 | Splinterheads          | Galaxy                  |              |
| 2009 | Ghost Machine          | Jess                    |              |
| 2010 | Providence Park        | Bicycle Girl            | Curtmetratge |
| 2010 | Summer Coda            | Heidi                   |              |
| 2011 | Red Dog                | Nancy Grey              |              |
| 2011 | The Darkest Hour       | Anne                    |              |
| 2012 | Any Questions for Ben? | Alex                    |              |
| 2014 | The Loft               | Anne Morris             |              |
| 2016 | ARQ                    | Hannah                  |              |
| 2016 | Gold                   | Rachel Hill             |              |
| 2016 | Wig Shop               | Lili                    | Curtmetratge |
| 2018 | White Orchid           | Jessica                 |              |
| 2018 | Ladies in Black        | Fay                     |              |
| 2019 | Finding Steve McQueen  | Molly Murphy            |              |

### Televisió
| Any       | Títol                                    | Paper                   | Notes                                          |
| --------- | ---------------------------------------- | ----------------------- | ---------------------------------------------- |
| 2004      | The Mystery of Natalie Wood              | Maryann Marinkovich     | Telefilm                                       |
| 2005      | Dynasty: The Making of a Guilty Pleasure | Catherine Oxenberg      | Telefilm                                       |
| 2005      | Hercules                                 | Nemean Lion / Sphinx    | Minisèrie                                      |
| 2005      | Les germanes McLeod                      | Natalie Louise Brown    | Episodi: "Old Flames"                          |
| 2005–2006 | headLand                                 | Sasha Forbes            | Paper principal                                |
| 2009      | Washingtonienne                          | Jackie                  | Pilot no venut                                 |
| 2011      | Grey's Anatomy                           | Dr. Lucy Fields         | Paper recorrent, 8 episodis                    |
| 2011      | Els Àngels de Charlie                    | Abigail "Abby" Simpson  | Paper principal                                |
| 2012–2013 | 666 Park Avenue                          | Jane Van Veen           | Paper principal                                |
| 2014      | Crisis                                   | Agent Susie Dunn        | Paper principal                                |
| 2015–2019 | Jessica Jones                            | Patricia "Trish" Walker | Paper principal                                |
| 2016      | Luke Cage                                | Patricia "Trish" Walker | Episodi: "Suckas Need Bodyguards" Cameo de veu |
| 2017      | The Defenders                            | Patricia "Trish" Walker | Minisèrie Paper principal, 4 episodis          |
| 2017      | House of Bond                            | Diana Bliss             | Minisèrie                                      |